# 無尽灯
無尽灯（むじんとう、「無尽燈」とも）は、江戸時代後期に日本で考案された自動給油式の菜種油ランプである。奥村菅次、田中久重、大隅源助、大野弁吉らによって、同名だが異なるタイプの構造で製作された。

## 背景
無尽灯が開発された頃の日本では、照明器具としては菜種油や綿実油や魚油を利用した灯台(オイルランプ)や行灯、あるいは蝋燭を用いた燭台や提灯などが存在した。田中久重が無尽灯に記した銘文によると、蝋燭は高価であり燃え切って補充することが煩わしく、油灯は安価だがその照明は常に躓き転ぶ、という問題があったという。一方で江戸時代に普及していた菜種油は、現代の灯油に比べ粘着性の問題から、芯を伝って油が上昇しにくいという壁があった。これを様々な方法で解消しようとしたのが無尽灯であった。

## 製作・販売
奥村菅次の無尽燈は文化六(1809)年、彼が膳所に移った頃に製作され始めたと言われる。その構造は内部に仕掛けられたバネの圧力によって、油をガラスの火屋に囲まれた芯まで押し上げるタイプであった。明治に至るまで一族がその製造販売を行っていた。大野弁吉の無尽灯も精巧なスプリングを利用した作りである。大隈源助の無尽灯として、ねじでピストンを上げ油部を上げるタイプもあった。田中久重の無尽灯は天保八(1837)年に考案したとされ、オランダの空気銃の原理が応用されており、ポンプを上下させることで空気の圧力をかけ、油を芯まで上昇させる形式であった。田中久重により大々的に宣伝され、高価であったにもかかわらず、大阪・京都・滋賀などで商家を中心に売れ、最も多く普及したという。また同時代には無尽灯と同様にガラスで周りを覆い炎を安定させ、油を一晩注ぎ足す必要のないものとして、国友一貫斎が玉燈と呼ばれた灯火具を開発もしているが、こちらは商品化には至らなかったとみられる。

## 性能
無尽灯のうち、大平心と呼ばれるタイプの測定が行われている。太さ直径6.6mmの小蝋燭(炎高約15mm)と比較した場合、その光度は蠟燭が0.27cd(カンデラ)に対し、無尽灯(炎高約25mmに調整)は正面2.8cd側面1.4cdであり、光束の計算でも蝋燭が2.7lm(ルーメン)に対し無尽灯は26lmと、小蝋燭の約10倍の明るさであった。別の見方では無尽灯は100V10Wの一般照明用電球(全光束76lm)の約34%となる。その燃焼時間についても、4時間20分ほどと推定されている。これは文献に"一時半二時"(現代時間3~4時間)や"終夜世話なく"とあることとも一致する。

## 開港後
安政六(1859)年の開港後、石油と石油ランプがもたらされるようになると、西洋でアルガン灯（英語: Argand lamp）が石油ランプに移行したのと同様に、日本でも石油ランプが次第に普及する。開港後の日本では物価の高騰が続き、大坂では安政六年に一石当たり450匁以下だった菜種油の値段が、慶応三（1867）年には2551匁となった。石油ランプは幕末・明治初年は大変高価であったが、明治七年には「東京日日新聞」でランプの一般庶民への流行を報じられるとともに、「舶来のみならず和製のランプも出廻り、東京市内に普及す」と和製の石油ランプも出回り始めていたことが記される。菜種油に比べて石油の価格は半値であり、その明るさも灯明の0.25燭光、行灯の0.2燭光を遥かに上回る3.2燭光であり、急速に普及した。石油は明治元年以降に急速に輸入が増え、菜種油や魚油などの灯火需要は石油に移り、電灯が普及するまで一般家庭では石油ランプの時代が続くこととなった。